# Diego Villares
Diego Villares Yáñez (Samarugo, Villalba, 17 de junio de 1996) es un futbolista español que juega como centrocampista en el Deportivo de La Coruña de la Segunda División de España. Apodado como “El Pulpo”

## Clubes
Actualizado al último partido disputado el 1 de junio de 2025.
| Club                      | País   | Año       | Partidos | Goles |
| ------------------------- | ------ | --------- | -------- | ----- |
| Racing Villalbés          | España | 2014-2018 | 130      | 15    |
| R. C. Deportivo Fabril    | España | 2018-2021 | 46       | 6     |
| Racing Villalbés (cedido) | España | 2019      | 19       | 4     |
| Deportivo de La Coruña    | España | 2021-act. | 166      | 13    |